# Западинецька волость
Западинецька волость — історична адміністративно-територіальна одиниця Старокостянтинівського повіту Волинської губернії з центром у селі Западинці.
Станом на 1886 рік складалася з 13 поселень, 11 сільських громад. Населення — 6852 особи (3595 чоловічої статі та 3257 — жіночої), 805 дворових господарств.
|                     | Площа, десятин | У тому числі орної, дес. |
| ------------------- | -------------- | ------------------------ |
| Сільських громад    | 6028           | 4513                     |
| Приватної власності | 6096           | 4120                     |
| Іншої власності     | 363            | 252                      |
| Загалом             | 12487          | 8885                     |

Поселення волості:
- Западинці — колишнє власницьке село за 21½ версти від повітового міста, 1309 осіб, 181 двір, православна церква, школа, постоялий будинок. За 2 версти — цегельний завод.
- Баглайки — колишнє власницьке село, 495 осіб, 64 двори, каплиця, постоялий будинок.
- Берегелинці — колишнє власницьке село, 306 осіб, 48 дворів, православна церква, школа, постоялий будинок.
- Вереміївка — колишнє власницьке село при річці Бужок, 575 осіб, 74 двори, православна церква, постоялий будинок, водяний млин, винокурний завод.
- Верхняки  — колишнє власницьке село, 376 осіб, 54 двори, православна церква, школа, постоялий будинок, водяний млин.
- Веселівка — колишнє власницьке село, 804 особи, 104 двори, православна церква, школа, постоялий будинок, 2 водяних млини, цегельний завод.
- Михайлівці — колишнє власницьке село, 586 осіб, 64 двори, 2 постоялих будинки.
- Мотрунки — колишнє власницьке село, 422 особи, 53 двори, православна церква, постоялий будинок.
- Митинці — колишнє власницьке село при річці Бужок, 687 осіб, 76 дворів, православна церква, постоялий будинок, водяний млин.
- Пашутинці — колишнє власницьке село, 551 особа, 66 двори, православна церква й постоялий будинок.